# Bufotoxina
Les bufotoxines són una família de lactones esteroides tòxiques que es troben a les glàndules parotoides, pell i verí de molts gripaus (gènere Bufo); altres amfibis i algunes plantes i bolets. La composició exacta varia molt amb la font específica de la toxina. Pot contenir: 5-MeO-DMT, bufagina, bufalina, bufotalina, bufotenina, bufotionina, epinefrina, norepinefrina i serotonina. El terme bufotoxina també es pot usar específicament per descriura una bufagina amb suberilargina conjugada
Extractes de la pell de certs gripaus asiàtics, cpm Bufo bufo gargarizans, sovint es troben en alguns remeis populars xinesos.
La substància tòxica present en els gripaus es pot dividir per la seva estructura química en dos grups:
- bufadienolides que són glucòsids cardíacs (per exemple, bufotalina, bufogenina)
- Substàncies relacionades amb la triptamina (per exemple, bufotenina)